# جمع الكتب
جمع الكتب هو عملية تجميع الكتب بما في ذلك البحث عنها وتحديد مكانها والحصول عليها وتنظيمها وفهرستها وعرضها وتخزينها والحفاظ على أي كتب قد يهتم بها جامع كتب معين.